# Alexandros Diomidis
Alexandros Diomedes (en griego: Αλέξανδρος Διομήδης) (1875- 1950) era un gobernador del banco central de Grecia. Nació en Atenas en 1875.
Fue nieto del primer ministro Diomidis Kiriakos. Fue primer ministro de Grecia después de la muerte de Themistoklis Sophulis. Es durante su mandato que se terminó la guerra civil griega.
Murió poco después de su dimisión como primer ministro. Fue miembro de la Academia de Atenas.
Además de ser un economista, escribió libros de historia.
- Datos: Q589978
- Multimedia: Alexandros Diomidis / Q589978